# Plicopurpura patula
Plicopurpura patula är en snäckart som först beskrevs av Carl von Linné 1758.  Plicopurpura patula ingår i släktet Plicopurpura och familjen purpursnäckor. Inga underarter finns listade i Catalogue of Life.